# Diplograptus
Diplograptus is een geslacht van uitgestorven graptolieten uit het Midden-Ordovicium tot het Vroeg-Siluur.

## Kenmerken
Diplograptus was een kolonievormend organisme met een enkele tak met twee rijen dicht op elkaar liggende, scheefstaande gebogen thecae.

## Soort
- Diplograptus hughesi Nicholson 1869 †